# Tetrapturus georgii
Tetrapturus georgii is een straalvinnige vis uit de familie van zeilvissen (Istiophoridae) en behoort derhalve tot de orde van baarsachtigen (Perciformes). De vis kan een lengte bereiken van 184 cm.

## Leefomgeving
Tetrapturus georgii is een zoutwatervis. De vis prefereert een subtropisch klimaat en leeft hoofdzakelijk in de Atlantische Oceaan. Bovendien komt Tetrapturus georgii voor in de Middellandse Zee.

## Relatie tot de mens
Tetrapturus georgii In de hengelsport wordt er weinig op de vis gejaagd.
Voor de mens is Tetrapturus georgii ongevaarlijk.